# Schizostachyum sanguineum
Schizostachyum sanguineum là một loài thực vật có hoa trong họ Hòa thảo. Loài này được W.P.Zhang miêu tả khoa học đầu tiên năm 1989.